# Walerian Bierdiajew
Walerian Bierdiajew (ur. 23 lutego?/7 marca 1885 w Grodnie, zm. 28 listopada 1956 w Warszawie) – rosyjski, radziecki i polski dyrygent i pedagog.

## Życiorys
Urodził się 7 marca 1885 w Grodnie, w rodzinie Waleriana i Aleksandry z Sokołowskich. W Kijowie uczył się początkowo gry na skrzypcach oraz uczęszczał do gimnazjum i ukończył studia na wydziale chemicznym Politechniki Kijowskiej. Następnie studiował w konserwatorium muzycznym w Lipsku u Stephana Krehla, Maksa Regera i Arthura Nikischa. Uzyskał dyplom i debiutował w 1906 w Dreźnie jako dyrygent operowy.
W latach 1907–1921 przebywał w Rosji, będąc między innymi dyrygentem orkiestry Teatru Maryjskiego i Filharmonii Petersburskiej. Przyjechał do Polski w 1921 i w latach 1921–1925 dyrygował w Polsce i innych krajach europejskich. W latach 1925–1930 przebywał w ZSRR, gdzie występował w wielu miastach m.in. jako główny dyrygent filharmonii leningradzkiej. W Kijowie wykładał dyrygenturę. We wrześniu 1930 powrócił do Warszawy, gdzie został dyrygentem Teatru Wielkiego; od 1931 był też prof. dyrygentury i prowadził klasę operową oraz chóry w Warszawskim Konserwatorium Muzycznym.
Podczas okupacji brał udział w konspiracyjnym życiu muzycznym, w latach 1940–1943 dyrygował w Theater der Stadt Warschau, dla polskiej publiczności, wykładał w tajnym Konserwatorium Muzycznym w Warszawie.
W 1945 uczył w Wyższej Szkole Muzycznej im. Chopina w Warszawie, później działał w Krakowie jako dyrygent i pedagog, w 1946 zorganizował zespół operowy. Od lipca 1947 był dyrektorem i głównym dyrygentem Filharmonii, a od 1948 również Opery. 28 maja 1948 w Krakowie dyrygował Orkiestrą Filharmonii Krakowskiej, która prawykonała I Symfonię Grażyny Bacewicz skomponowaną w latach 1942–1945. W okresie od 24 września 1949 do 1954 był dyrektorem Opery i profesorem PWSM w Poznaniu, gdzie realizował przede wszystkim opery kompozytorów rosyjskich. Z polskich wyreżyserował m.in. prapremierę Buntu Żaków Tadeusza Szeligowskiego. W zakresie przedstawień baletowych współpracował z Leonem Wójcikowskim. W 1952 doprowadził do pierwszej w historii zagranicznej podróży artystycznej do Moskwy (Halka, Straszny Dwór, Borys Godunow). Na jednym z przedstawień obecny był Józef Stalin. Prowadził klasę dyrygentury w Państwowej Wyższej Szkole Muzycznej w Krakowie, gdzie jego studentami byli m.in. Adam Kopyciński oraz Stanisław Skrowaczewski.
Jego uczniami byli między innymi: Andrzej Panufnik, Bohdan Wodiczko, Jan Krenz, Henryk Czyż, Stanisław Skrowaczewski, Stefan Stuligrosz, Krzysztof Missona, Józef Wiłkomirski, Irena Pfeiffer.
Od 1 stycznia 1917 był mężem Eugenii Lewikow.
Zmarł w Warszawie, pochowany w Alei Zasłużonych na cmentarzu Wojskowym na Powązkach (kwatera A26-tuje-1).

## Ordery i odznaczenia
- Order Sztandaru Pracy I klasy (15 stycznia 1953)[10]
- Krzyż Komandorski z Gwiazdą Orderu Odrodzenia Polski (12 maja 1952)[11]
- Medal 10-lecia Polski Ludowej (19 stycznia 1955)[12]

## Nagrody
- Nagroda Państwowa II stopnia za nowe opracowanie i wybitną realizację opery Halka S. Moniuszki oraz wystawienie Borysa Godunowa M. Musorgskiego w Operze w Poznaniu (1951)[13]
- Nagroda Państwowa I stopnia za całość działalności artystycznej (1955)[14]